# Rebecca Shoichet
Rebecca Shoichet (pronunciación: "Shoy-ket"; Sydenham, 16 de febrero de 1975) es una cantante y actriz de doblaje canadiense que ha expresado en inglés doblajes de anime japonés y otros programas para Ocean Productions en Vancouver, Columbia Británica. 
Asumió el papel de Saffron Henderson de Sota Higurashi en InuYasha después de que Henderson se mudó a Los Ángeles para hacer voces de anime en los Estados Unidos. Otros papeles importantes incluyen a Mayura Labatt en Mobile Suit Gundam SEED y Nana Osaki en Nana. En la animación, da voz a Sunset Shimmer y canta para ella y Twilight Sparkle en la serie My Little Pony: La magia de la amistad. Aparte de la actuación de voz, ha cantado en las bandas locales Mimosa, Side One y Soulstream. También participa activamente en las producciones teatrales de Vancouver Playhouse.

## Filmografía

### Anime
| Año                       | Título                            | Papel                            | Notas                         | Referencia |
| ------------------------- | --------------------------------- | -------------------------------- | ----------------------------- | ---------- |
| 31 de agosto de 2002–2004 | InuYasha                          | Sota Higurashi, Eri, Enju, Soten |                               | California |
| 2003                      | Hana yori dango                   | Shigeru Okawahara                |                               |            |
| 17 de abril de 2004       | Mobile Suit Gundam SEED           | Mayura Labatt                    |                               | California |
| 6 de agosto de 2004       | Hamtaro                           | Príncipe Bo                      | Animación de video original 4 | California |
| 7 de diciembre de 2004    | Popotan                           | Enfermera, Colegiala B           |                               | California |
| 4 de enero de 2005        | Star Ocean EX                     | Yuki                             |                               | California |
| 15 de febrero de 2005     | Tokyo Underground                 | Chelsea Rorec                    |                               | California |
| 27 de diciembre de 2005   | Hikaru no Go                      | Yuri Hidaka, Maestra             |                               | California |
| 27 de diciembre de 2005   | Starship Operators                | Minase Shinohara, Dita Markov    |                               | California |
| 13 de junio de 2006       | Elemental Gelade                  | Rasati                           |                               | California |
| 1 de julio de 2006        | Las Chicas Superpoderosas Z       | Annie, Sedusa, Madre de Ken      |                               |            |
| 5 de septiembre de 2006   | Shakugan no Shana                 | Rinne                            |                               | California |
| 11 de noviembre de 2006   | .hack//Roots                      | Saburo                           |                               | California |
| 3 de julio de 2007        | Ayakashi: Japanese Classic Horror | Osode Yotsuya, Jirokichi         |                               | California |
| 2 de septiembre de 2008   | Galaxy Angel                      | Bomb, Reiko, Toshio's mother     |                               | California |
| 8 de septiembre de 2009   | Nana                              | Nana Osaki                       |                               | [ 10 ]     |
| 24 de agosto de 2014      | Little Battlers Experience        | Eeny                             |                               |            |
| 2017                      | Beyblade Burst Evolution          | Clio Delon                       |                               | [ 2 ]      |

### Animación
| Año                              | Título                                            | Papel | Notas                | Referencia    |  |
| -------------------------------- | ------------------------------------------------- | --- | -------------------- | ------------- |  |
| 9 de junio de 2007               | Fantastic Four: World's Greatest Heroes           | She-Hulk | Episodio: "The Cure" | Tweet         |  |
| 28 de octubre de 2009            | Astonishing X-Men                                 | Agente Brand |                      |               |  |
| 2009                             | Kid vs. Kat                                       | |                      |               |  |
| 10 de octubre de 2010–2019       | My Little Pony: La magia de la amistad            | Twilight Sparkle (voz cantante), Night Glider, Sugar Belle                                                                 | Cantante destacada   |               |  |
| 2012                             | The New Adventures of Peter Pan                   | Señora Darling |                      |               |  |
| 2014                             | Sabrina: Secrets of a Teenage Witch               | Spella | Episodio: "Spella"   |               |  |
| 2014                             | Littlest Pet Shop                                 | Cantante destacada | 4 episodios          |               |  |
| 1 de septiembre de 2015-presente | Bob el Constructor                                | Mila (Estados Unidos) y Betsy (Estados Unidos)                                                                             |                      |               |  |
| 2 de noviembre de 2015–presente  | Rosita Fresita: Aventuras en Tutti Frutti         | Apple Dumplin', Berrykin #2, Berrykin Tester #2, Rabbit, Postal Bee                                                        |                      |               |  |
| 2 de noviembre de 2015–2019      | Supernoobs                                        | XR4Ti, Señora Chihatte, Camarera, Juguete Puppy Button Doki, Señora Roachmont, Emma #2, La Operadora, Animadora            |                      |               |  |
| 2016                             | Da Jammies                                        | Lady Lark | 2 episodios          |               |  |
| 3 de agosto de 2016              | Beat Bugs                                         | Connie |                      |               |  |
| 6 de enero de 2017               | Tarzan y Jane                                     | Jane Porter | Serie de Netflix     | [ 13 ] [ 14 ] |  |
| 2017                             | My Little Pony: Equestria Girls (miniserie)       | Sunset Shimmer, Twilight Sparkle (voz cantante)                                                                            | Cantante destacada   |               |  |
| 6 de mayo de 2017                | Chuck's Choice                                    | Dama, Niña #1, Animadoras, Ashley, Señora McFarlane, Chica Estudiante                                                      | 4 episodios          |               |  |
| Junio de 2017-presente           | Enchantimals                                      | Sage Skunk, Caper Skunk, Oso Bear, Oso Bestie, Pingüino Preena, Pingüino Jayla                                             |                      |               |  |
| 30 de julio de 2017              | My Little Pony: Equestria Girls Summertime Shorts | Sunset Shimmer |                      |               |  |
| 17 de noviembre de 2017          | My Little Pony: Equestria Girls (serie web)       | Sunset Shimmer, Twilight Sparkle - canto,                                                                                  |                      |               |  |
| 1 de enero de 2018-presente      | Tobot                                             | Ding-yo eomma (Señora Park)                                                                                                |                      |               |  |
| 2 de abril de 2018-presente      | Corner Gas Animated                               | Shirley | Episodio: Rum Punch  |               |  |
| 9 de abril de 2018-presente      | Littlest Pet Shop: A World of Our Own             | Udder Chaos, Fran Feroz, Scapper #4, Wisteria, Director de Escena Spaniel, Fumadora Frankie, Lola Sandloach, Bebe Lapoodle |                      |               |  |
| 9 de abril de 2018               | Dinotrux                                          | Rexxie | Episodio: Opposites  |               |  |
| 8 de septiembre de 2018–presente | Super Dinosaur                                    | Mamá |                      |               |  |
| 19 de agosto de 2019             | Molly of Denali                                   | Doctora Antigone |                      |               |  |

### Acción real
| Año  | Título         | Papel          | Notas                                              | Referencia |
| ---- | -------------- | -------------- | -------------------------------------------------- | ---------- |
| 2005 | Reefer Madness | Conjunto vocal |                                                    |            |
| 2014 | Arrow          | Servidora      | 2 episodios: "Heir to the Demon" and "The Promise" |            |

### Películas
| Año                  | Título                      | Papel                                 | Notas | Referencia |
| -------------------- | --------------------------- | ------------------------------------- | ----- | ---------- |
| 29 de abril de 2016  | Ratchet & Clank             | Mamá de Stanley, Computadora de Barco |       |            |
| 6 de octubre de 2017 | My Little Pony: La película | Twilight Sparkle (voz cantante)       |       |            |

| Año                      | Título                                                        | Papel                                           | Notas              | Referencia |
| ------------------------ | ------------------------------------------------------------- | ----------------------------------------------- | ------------------ | ---------- |
| 6 de septiembre de 2005  | InuYasha: La espada conquistadora                             | Eri, Sota                                       |                    |            |
| 1 de agosto de 2006      | InuYasha la Película: Fuego en la Isla Mística                | Kanade, Asagi                                   |                    | California |
| 2 de septiembre de 2008  | Silent Möbius                                                 | Nami Yamigumo                                   |                    | California |
| 4 de noviembre de 2008   | Silent Möbius 2                                               | Nami Yamigumo, Louie                            |                    | California |
| 15 de junio de 2013      | My Little Pony: Equestria Girls                               | Sunset Shimmer, Twilight Sparkle (voz cantante) | Cantante destacada |            |
| 27 de septiembre de 2014 | My Little Pony: Equestria Girls - Rainbow Rocks               | Sunset Shimmer, Twilight Sparkle (voz cantante) | Cantante destacada |            |
| 11 de marzo de 2014      | Barbie: La Princesa Perla                                     | Reina Lorelei                                   |                    |            |
| 17 de septiembre de 2015 | My Little Pony: Equestria Girls - Los juegos de la amistad    | Sunset Shimmer, Twilight Sparkle (voz cantante) | Cantante destacada |            |
| 27 de octubre de 2015    | Barbie y Sus Hermanas en La Gran Aventura del Cachorro        | Tiffany                                         |                    |            |
| 1 de octubre de 2016     | My Little Pony: Equestria Girls - La leyenda de Everfree      | Sunset Shimmer, Twilight Sparkle (voz cantante) | Cantante destacada |            |
| 2017                     | Sinbad: Una Princesa Voladora y Una Isla Secreta              | Latifa                                          |                    |            |
| 2017                     | Sinbad: Noche al Mediodía y la Puerta de las Maravillas       | Latifa                                          |                    |            |
| 17 de febrero de 2018    | My Little Pony: Equestria Girls - Forgotten Friendship        | Sunset Shimmer, Twilight Sparkle (voz cantante) |                    |            |
| 6 de julio de 2018       | My Little Pony: Equestria Girls - Rollercoaster of Friendship | Sunset Shimmer                                  |                    |            |
| 30 de marzo de 2019      | My Little Pony: Equestria Girls – Spring Breakdown            | Sunset Shimmer                                  |                    |            |
| 16 de abril de 2019      | Super Monsters Furever Friends                                | Melaza                                          |                    |            |
| 27 de julio de 2019      | My Little Pony: Equestria Girls – Sunset's Backstage Pass     | Sunset Shimmer                                  |                    |            |
| 2 de noviembre de 2019   | My Little Pony: Equestria Girls – Holidays Unwrapped          | Sunset Shimmer                                  |                    |            |